# Callopistria dapsilis
Callopistria dapsilis là một loài bướm đêm trong họ Noctuidae.